# Mana (isola)
Mana  è un isolotto disabitato della Croazia, situato lungo la costa dalmata settentrionale; fa parte delle isole Incoronate. Amministrativamente fa parte del comune di Morter-Incoronate, nella regione di Sebenico e Tenin.

## Geografia
L'isolotto di forma irregolare (simile a un uncino) è lungo circa 1,2 km, ha un'altezza massima di 77 m, una superficie di 0,409 km² e uno sviluppo costiero di 4,59 km. Ha una baia che si apre a nord (baia Mana) a nord della quale si trova lo scoglio Pescine. Mana si trova a sud-est di Lavernata, attorniato da altri isolotti e scogli, lungo la costa dell'isola Incoronata (da cui dista circa 1,6 km) a sud-ovest dell'insediamento di Uruglie (Vrulje).

### Isole adiacenti

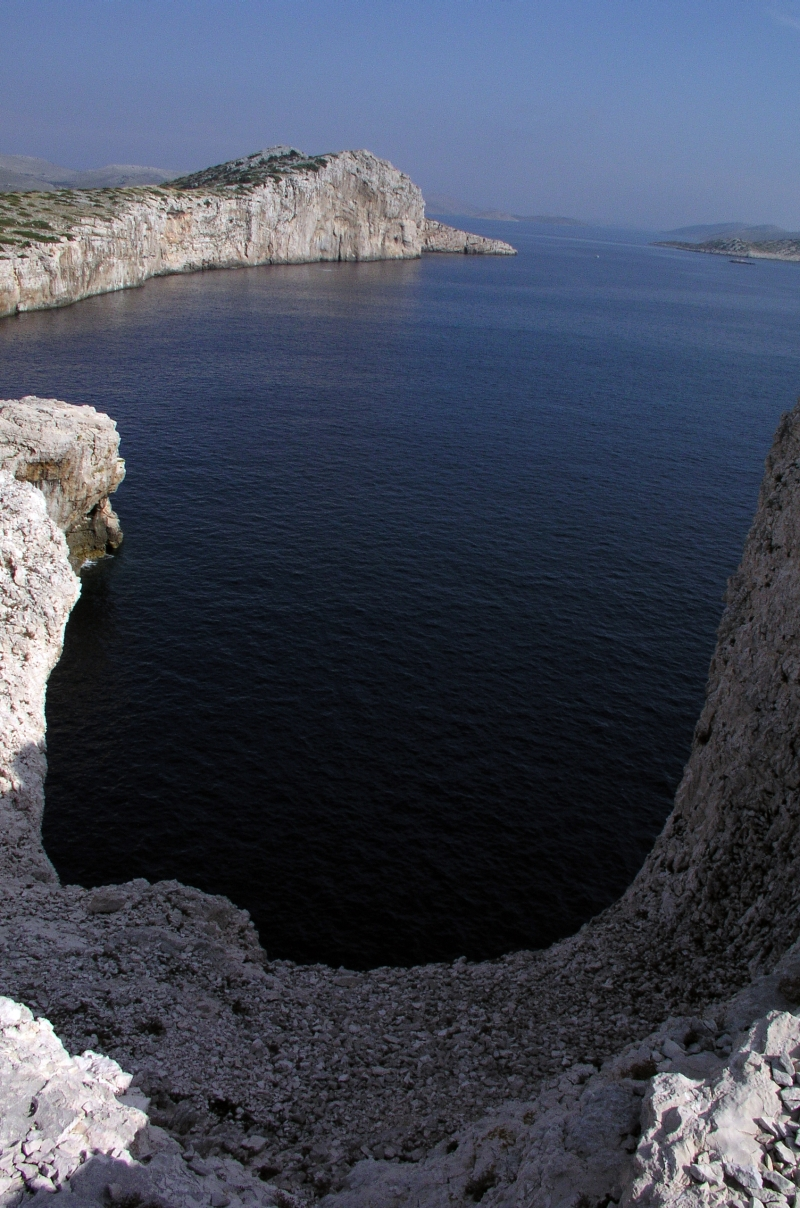

- Boronigo (Borovnik), a nord-ovest.
- Balon (Balun), a nord-ovest.
- Pescine[5][6][7] o Plessina[8] (Plešćina o Plešćenica), lungo 550 m circa[3], ha una superficie di 0,042 km²[2], uno sviluppo costiero di 1,26 km[2] e un'altezza di 27 m[3]; si trova a nord della baia di Mana 43°48′31″N 15°16′12″E.
- Scogli Bisaghe[8], a nord-est: 
  - Bisaccia (Bisaga);
  - isola Nuda[9] o Golich[6][7] (Golić), piccolo scoglio (170 m di lunghezza[3]) a nord-ovest di Bissaga, tra Pescine e l'Incoronata; ha una superficie di 0,011 km²[2], uno sviluppo costiero di 0,43 km[2] e l'altezza di 5,9 m[3] 43°48′48″N 15°16′33″E.
- Bisaccetta[10] o Galioliza[6][11] (Bisagica), scoglio allungato, misura 120 m circa[3], ha un'area di 3295 m²[12], la costa lunga 286 m[12] e l'altezza di 1 m[3]; è situato a est di Mana e a sud-est di Bissaga 43°48′11″N 15°17′25″E.
- Scogli Babuglia[13], Babojasc[6][7] o scogli Zaparigna[8]:
  - Babuglia Piccolo[13] o Babojasc piccolo (Babuljaš Mali), rotondeggiante, 80 m circa[3] di diametro, ha un'area di 3460 m²[12], la costa lunga 222 m[12] e l'altezza di 7 m[3] 43°48′02″N 15°17′16″E;
  - Babuglia Grande[13] o Babojasc grande (Babuljaš Veli), a forma di goccia rovesciata, lungo circa 120 m, circa 400 m[3], ha un'area di 6723 m²[12], la costa lunga 325 m[12] e l'altezza di 9 m[3]; è situato circa 400 m[3] a est di Mana 43°47′56″N 15°17′02″E.
- Oliveto (Maslinjak), tra Mana e capo Pivćena (sulla costa dell'Incoronata).
- Azabovaz[6][11] o Cernikovaz[8] (Arapovac), scoglio di circa 300 m a sud-est di Maslignak e a sud di capo Pivćena; ha un'area di 9622 m²[12], la costa lunga 371 m[12] e l'altezza di 10 m[3] 43°47′43″N 15°17′58″E.
- Idra Piccola (Rašip Mali), circa 1,2 km a sud-est di Mana.
- Scogli Calafatini[14] (hridi Kamičiči), due scogli tra Mana e Idra Piccola:
  - scoglio Kalafatin[6], il maggiore, è situato 640 m[3] a sud-est di Mana e ha un'area di 844 m²[12]43°47′35″N 15°16′55″E;
  - il minore ha una superficie di 72 m²[12] e si trova circa 140 m[3] a sud del precedente 43°47′29″N 15°16′56″E.

### Cartografia
- (HR) Mappa topografica della Croazia 1:25000, su preglednik.arkod.hr. URL consultato il 27 febbraio 2017.
- G. Giani, Carta prospettiva delle Comuni censuarie della Dalmazia, foglio 5, 1839. Fondo Miscellanea cartografica catastale, Archivio di Stato di Trieste.
- Carta di cabottaggio del mare Adriatico, foglio VII, Milano, Istituto geografico militare, 1822-1824. URL consultato il 17 febbraio 2017 (archiviato dall'url originale il 13 aprile 2013).